# Nabil Ayouch
Nabil Ayouch (in arabo نبيل عيوش‎?; Parigi, 1º aprile 1969) è un regista e sceneggiatore francese di origini marocchine.

## Biografia
Nato a Parigi da padre marocchino e da madre francese di origine ebraica tunisina, Nabil Ayouch cresce a Sarcelles, un quartiere della banlieue parigina, un posto che lui stesso definisce "piuttosto modesto". Presto, suo padre lascia periodicamente sua madre per creare a Casablanca, da una parte un'agenzia di pubblicità che diventerà una delle più importanti del Paese e, dall'altra, la Fondazione Zoukara, una banca sul modello della Grameen Bank del Bangladesh che fa ai più bisognosi prestiti a tassi di interesse molto bassi. 
Dopo tre anni di corso di teatro a Parigi (1987-1990), in compagnia di Sarah Boréo e Michel Granvale, fa il suo debutto come attore-sceneggiatore, e si lancia nella pubblicità nel ruolo di ideatore-regista da Euro RSCG, un'esperienza che considera oggi "una buona piattaforma di osservazione per capire come si gira un film". Preso dalla passione, Ayouch decide di lanciarsi nella realizzazione dei film, ciò che gli permette di ammortizzare una riconciliazione con la sua seconda cultura marocchina. Nel 1992, realizza Les Pierres bleues du désert, un cortometraggio con Jamel Debbouze che racconta la storia di un giovane convinto dell'esistenza di grandi sassi blu nel deserto. 
Realizza altri due cortometraggi, Hertziene connexion nel 1993 e Vendeur de silence nel 1994. Il suo primo lungometraggio, Mektoub, viene selezionato nel 1998 per rappresentare il Marocco agli Oscar. Con Ali Zaoua prince de la rue, vince il Festival Panafricain du Cinéma de Ouagadougou nel 2001. Molti dei suoi film, tra cui Les Chevaux de Dieu, sono stati presentati al Festival di Cannes. Parallelamente, conduce un'attività produttiva e di promozione del cinema nel suo Paese d'origine.
È sposato con Maryam Touzani con la quale ha avuto un figlio.

## Filmografia

### Regista e sceneggiatore

#### Lungometraggi
- Mektoub (1997)
- Ali Zaoua prince de la rue (2000)
- Whatever Lola Wants (2008)
- Les Chevaux de Dieu (2012)
- Much Loved (2015)
- Razzia (2017)
- Casablanca Beats (Haut et Fort) (2021)

#### Cortometraggi
- Les Pierres bleues du désert (1990)
- Vendeur de silence  (1991)

#### Documentari
- My Land (2011)[2]

#### Televisione
- Une minute de soleil en moins (2002)

### Produttore (parziale)
- Ali Zaoua prince de la rue (2000)
- My Land – documentario (2011)
- Les Chevaux de Dieu (2012)
- Much Loved (2015)
- Adam, regia di Maryam Touzani (2019)
- Il caftano blu (Le Bleu du caftan), regia di Maryam Touzani (2022)